# Alejandro Peloplatón
Alejandro Peloplatón (en griego antiguo: Ἀλέξανδρος Πηλοπλάτων: "Alejandro Platón de barro"), también conocido como Alejandro de Seleucia y Alejandro el Platónico fue un retórico y filósofo platónico griego de la época de los Antoninos y la Segunda Sofística. Trabajó como embajador de la ciudad de Seleucia en la corte de Antonino Pío. Ganó el aprecio de Herodes Ático en un concurso de retórica. Trabajó como secretario griego de Marco Aurelio.

## Primeros años de vida
Alejandro (Gr. Ἀλέξανδρος), apodado Peloplatón (Πηλοπλάτων " Platón de barro") y también conocido como Alejandro de Seleucia fue un retórico griego durante la época de los Antoninos. Su padre fue Alejandro de Seleucia en Cilicia (actual Silifke, Turquía). Su padre fue distinguido como abogado en los tribunales de justicia, y adquirió bienes considerables, pero murió mientras su hijo era demasiado joven para cuidarse solo. Alejandro fue cuidado por los amigos de su padre, en especial por Apolonio de Tiana, se dice que estuvo enamorado de Seleusis, la madre de Alejandro. Su educación fue confiada, en un principio, a Dionisio. Terminó sus estudios con el filósofo Favorino, y luego fue su discípulo. Gastó los bienes que su padre le había dejado en placeres, pero Filóstrato aclara que no en placeres despreciables.

## Carrera profesional
Cuando alcanzó la mayoría de edad, la ciudad de Seleucia en Cilicia, envió a Alejandro como embajador al emperador Antonino Pío, quien ridiculizó al joven por el cuidado extravagante dedicaba a su apariencia externa. Pasó la mayor parte de su vida lejos de su ciudad natal. Viajó a Antioquía, Roma, Tarso, a través de todo Egipto, hasta Etiopía. Parece que fue durante su estancia en Antioquía cuando fue nombrado secretario griego del emperador Marco Aurelio, quien estaba llevando a cabo una guerra en Panonia, alrededor del año 174. En su viaje hizo una corta estancia en Atenas, donde conoció al célebre retórico Herodes Ático. Por esos días, se realizó un concurso retórico en el que, no solo conquistó a su famoso adversario, sino que ganó su estima y admiración hasta tal punto que Herodes lo honró con un regalo extremadamente caro. A un corintio llamado Sceptes se le preguntó que pensaba de Alexander, él expresó su decepción al decir que había encontrado el barro (en griego: Πῆλος, pelos), pero no a Platón. Este dicho dio origen al epónimo de Peloplatón con el que se le conoce.
El lugar y el momento de su muerte no se conocen.
Filóstrato de Atenas da las diversas declaraciones sobre este sofista. Considera a Alejandro como uno de los más grandes retóricos de su época, y es especialmente elogiado por la sublimidad de su estilo y la audacia de sus pensamientos; pero no se sabe que haya escrito algo. Filóstrato da cuenta de su vida, que también ha conservado algunos de sus dichos, y algunos de los temas sobre los que pronunció discursos.
  

El emperador Marco Aurelio se refiere a un tal Alejandro el Platónico en sus Meditaciones en su Libro I. En esa parte de ese libro, Marco Aurelio evoca a la gente de la que aprendió algo. De Alejandro el Platónico dijo: 
De Alejandro el platónico: el no decir a alguien muchas veces y sin necesidad o escribirle por carta: «Estoy ocupado», y no rechazar de este modo sistemáticamente las obligaciones que imponen las relaciones sociales, pretextando excesivas ocupaciones. 